# مجزرة مدرسة السردي
مجزرة مخيم النصيرات، وتعرف أيضاً بمجزرة السردي، هي أحد المجازر التي ارتكبتها القوات الجوية الإسرائيلية فجر السادس من يونيو 2024. وأدت المجزرة لإستشهاد 40 وإصابة 74 آخرين معظمهم من النساء والأطفال من المدنيين العزّل.

## المجزرة
زعمت الولايات المتحدة الأمريكية بناء ميناء بحري قد أعلن عنه الرئيس بايدن لإيصال المساعدات للشعب الفلسطيني ولكن كان هدفه شيئا آخر وهو التجسس ومحاولة الحصول على معلومات عن الأسرى في أيدي حماس ولذلك تعتبر الولايات المتحدة الأمريكية مشاركا رئيسيا في هذه المجزرة ولا سيما بعد ما تم أسر 4 من الجنود الأمريكيين في هذه المجزرة.
في بداية اليوم 244 من العدوان الإسرائيلي على قطاع غزة عقب عملية طوفان الأقصى، وقبل حلول الساعة الساعة 2 صباحًا، قصفت القوات الجوية الإسرائيلية غرف الطوابق العليا في مدرسة ذكور الإعدادية «السردي» التي تؤوي نازحين بمخيم 2 في النصيرات وسط قطاع غزة، مما أسفر عن وقوع حريق بها مباشرة بعد القصف. بعدها بدقائق، استهدفت طائرات الاحتلال منزلًا لعائلة الحاج بشارع العشرين بالنصيرات.
في الساعات التالية بدأت تصل جثامين القتلى وعدد من الجرحى جراء الغارات على المدرسة والمنزل إلى مستشفى شهداء الأقصى ومستشفى العودة، وصل منهم 5 أطفال أشلاء.
اعتبر كل من المكتب الإعلامي الحكومي ووزارة الصحة بقطاع غزة ما حدث «مجزرة مروعة».
أفاد تحليل لشبكة سي إن إن أن الذخائر التي استخدمتها إسرائيل في الهجوم على المدرسة عبارة عن قنبلتين بقطر صغير أمريكية الصنع.

### الضحايا
أسفرت المجزرة عن 44 قتيلاً، من بينهم 14 طفلاً و9 نساء، بالإضافة إلى 74 جريحاً، من بينهم 23 طفلاً و18 امرأة، ولم يتم التعرف على بعض القتلى حيث تم انتشالهم أو وصلوا للمستشفى أشلاء. وفيما يلي قائمة بأسماء الذين تم التعرف على جثثهم:

1. عبد العاطي مسمح
2. راشد البابلي
3. سليم العفش
4. مصطفى العفش، شقيق سليم
5. أحمد صلاح منصور
6. مصعب حافظ درويش
7. أحمد الخطيب
8. أحمد شحدة أبو مخيمر
9. عبد المهيمن محمد الطلاع
10. عبد الحي محمد أحمد عيسى، من مخيم البريج
11. سعيد محمد أحمد عيسى، من مخيم البريج
12. عمر سعيد محمد عيسى، من مخيم البريج، 14 عاماً.
13. عبد الله سعيد محمد عيسى، من مخيم البريج، 10 أعوام.
14. جميل سليمان المقادمة
15. شاهين محمود أبو الشريف، 8 أعوام.
16. رياض أبو سمرة
17. كامل درويش
18. أحمد أبو مخيمر
19. يوسف أحمد عياد، مع زوجته وأبنائه.
20. مازن أبو ظاهر
21. محمد موسى برهم
22. محمود سامي فرج الله، 11 عاماً.
23. حسن عقاب أبو ظاهر، 15 عاماً.
24. إبراهيم أبو ظاهر، 12 عاماً.
25. محمود المحتسب، 8 أعوام.
26. ساهر أحمد القريناوي، 16 عاماً.
27. أحمد محمد حسين، 10 أعوام.
28. نور محمد حسين، 12 عاماً.
29. محمد إياد سليلة، 8 أعوام.
30. ريتاج إياد سليلة، 15 عاماً.
31. ريان عبد الرحمن ريان، توفي في 8 يونيو متأثراً بإصابته في الاستهداف.

## التبرير الإسرائيلي
بحلول الساعة 4 صباحًا، نشر الجيش الإسرائيلي بيانًا ذكر فيه أن طائراته استهدفت بالتعاون مع الشاباك «مجمعًا يضم إرهابيين من حركة حماس ووالجهاد الإسلامي داخل مدرسة للأونروا في مخيم النصيرات»، وأن ذلك تم بتوجيه استخباري دقيق من الفرقة 99، ولتجنب سقوط عديد من الضحايا المدنيين غير المتورطين «تم استخدام ذخيرة دقيقة جدا». وأضاف البيان أن عناصر حماس في المجمع ينتمون إلى قوات النخبة وشاركوا في هجمات 7 أكتوبر، وأنهم "استخدموا منطقة المدرسة كموقع مدني وملجأ وللترويج لمؤامرات إرهابية ضد قواتنا في المستقبل القريب".
في اليوم التالي للمجزرة، كشف الجيش الإسرائيلي عن هوية 9 أشخاص من المستهدفين في الهجوم على المدرسة، حيث زعم أن اثنين منهم من مقاتلي حركة حماس، والبقية من مقاتلي حركة الجهاد الإسلامي. وكان من الأسماء التي وردت في البيان 6 ممن قتلوا بالفعل في المجزرة، هم عبد العاطي مسمح وأحمد الخطيب ومصعب حافظ درويش وأحمد منصور ومحمد برهم وسليم العفش. إلا أن المكتب الإعلامي الحكومي في قطاع غزة نشر بياناً اتهم فيه ادعاءات الجيش الإسرائيلي بترويج الأكاذيب وتضليل الرأي العام بالقائمة المنشورة التي شابها أخطاء كثيرة، حيث ضمت أسماء لأشخاص لا زالوا على قيد الحياة وأشخاص قتلوا قبل المجزرة بيوم على أنهم قضوا فيها، كما ضمت صورة لشخص مقيم خارج القطاع منذ سنوات.

## ردود أفعال

### فلسطينية
- حركة حماس: أدانت المجزرة ووصفتها بأنها «جريمة تمت عن سبق إصرار وترصد».[11]
- الجبهة الشعبية لتحرير فلسطين: حملت الرئيس الأمريكي المسؤولية الكاملة بالاشتراك مع الاحتلال الإسرائيلي في كافة المجازر التي يرتكبها بحق الشعب الفلسطيني وآخرها مجزرة مدرسة النصيرات.

### عربية ودولية
- مجلس حقوق الإنسان التابع للأمم المتحدة: قال إن الهجوم الإسرائيلي على المدرسة «يشير إلى فشل الجيش الإسرائيلي في ضمان الامتثال الصارم للقانون الإنساني الدولي».[12]
- مصر: أدانت الخارجية المصرية الانتهاكات الإسرائيلية المستمرة للحقوق الفلسطينية، بما فيها القصف المتعمد على المدرسة والذي أودى بحياة 40 شخصاً بينهم عشرات الأطفال.[13]
- قطر: أدانت الخارجية القطرية "بشدة" في بيان لها قصف الاحتلال الإسرائيلي للمدرسة، «الذي أدى لاستشهاد وجرح العشرات من بينهم أطفال ونساء، واعتبرته مجزرة مروعة، وجريمة وحشية بحق المدنيين العزل، وتعديا سافرا على مبادئ القانون الدولي والقانون الإنساني الدولي».[13]
- الولايات المتحدة: قال المتحدث باسم مجلس الأمن القومي الأمريكي جون كيربي أن الإدارة الأمريكية "ليس لديها تحقق مستقل لما حدث بالضبط، لكنها تتحدث مع الإسرائيليين لمحاولة التوصل إلى فهم أفضل".[14]